# Imberg (Buch)
Imberg ist ein Ortsteil des Marktes Buch im schwäbischen Landkreis Neu-Ulm.

## Geographie
Die Einöde Imbach liegt knapp fünf Kilometer nördlich des Gemeindezentrums und ist mit diesem über die Staatsstraße 2020 und eine Gemeindestraße verbunden.

## Geschichte
Imbach war ein Ortsteil der Gemeinde Gannertshofen und wurde mit dieser am 1. Mai 1978 in den Markt Buch eingegliedert.